# يانسي أرياس
يانسي أرياس (بالإنجليزية: Yancey Arias)‏ (و. 1971  م) هو كاتب سيناريو، ومنتج أفلام، وممثل تلفزي، وممثل أفلام، ومخرج أفلام، وممثل مسرحي أمريكي، ولد في نيويورك.

## التعليم
تعلم في جامعة كارنيغي ميلون
.

## وصلات خارجية
- يانسي أرياس على موقع IMDb (الإنجليزية)
- يانسي أرياس على موقع ألو سيني (الفرنسية)
- يانسي أرياس على موقع أول موفي (الإنجليزية)
- يانسي أرياس على موقع قاعدة بيانات برودواي على الإنترنت (الإنجليزية)
- يانسي أرياس على موقع قاعدة بيانات الأفلام السويدية (السويدية)
- يانسي أرياس على موقع قاعدة بيانات الفيلم (الإنجليزية)
- يانسي أرياس على موقع كينوبويسك (الروسية)